# 기적체험! 구사일생의 에피소드 목록 (2002년)
이 본문은 한국방송공사의 KBS 2TV에서 살고 죽고 항상 사랑이기 때문에 극복하고 있는 이야기 프로그램으로 방송되었던 《기적체험! 구사일생》의 2002년 에피소드 목록이다. 

## 방영 목록
부제 (서브 타이틀)

### 11월 3일
- 번지점프를 하다 줄도 안매고...
- 잔디깎이에 튕겨져 나간 대못, 이를 피하지 못한 아내의 운명은?
- 추락하는 사랑
- 3박 4일간의 외침 엄마 살려줘~

### 11월 10일
- 죽지 않는 남자'미봉' (계단 추락, 선박 전복, 공사장 붕괴, 삼풍백화점 붕괴, 전철 사고 -이 모든 위기에서 생존한 기적의 구사일생 넘버원 이미봉씨의 이야기 )
- 내 사랑 단무지(버스 맨 뒷자리에서 요금통까지 굴러떨어진 여고생의 기적)
- 하수구 안에서 8박 9일 (맨홀에 빠져 하수구에 갇힌 어떤 아저씨가 있었다. 강추위가 몰아치던 혹한기에...)

### 11월 17일
- 핸드폰은 풀 충전하고 다녀야 하는 이유
- 복어를 먹었다. 주방장이 쓰러졌다. 내 입과 손발이 굳어가기 시작했다
- 대한민국 아줌마 돌격 앞으로! (울산 신불산 등산하던 아줌마, 결국 선을 넘고 말았다)
- 뒤로 걷는 아빠! (아빠! 제발 뒤로 걷지마!! 마니산 등산하다 생긴 황당한 사고)

### 11월 24일
- 가라앉지 않는 여자 (뚱뚱하다고 구박받는 명자씨의 슬픔, 결국 저수지로 뛰어들었는데??)
- 딸국질 멈추는데 특효약이 식초라고 해서 들이켰는데... 그것이 빙초산일 줄이야!!
- 2000년 12월, 혹한기 지리산에서 조난당한 어떤 소년의 생존 비결

### 12월 1일
- 치마속 불꽃놀이 (꺼진 불도 다시보자! 불발탄인 줄 았었던 불꽃놀이 폭죽이 나에게 날아왔다!)
- 꿈 은 이루어진다?! (사이드브레이크가 풀린 택배차에 깔린 봉구씨의 생존기)
- 스파이더 걸 (통금시간 피해 빨랫줄 타고 집을 출입하던 아가씨의 황당한 추락, 그리고 기적의 생존기)
- 6일간의 사투 - 택시 드라이버  (절벽으로 추락한 경주 택시기사… 6일간의 사투와 기적의 생존기)

### 12월 8일
- 생명전선(電線) 이상없다 (숨이 멎은 아들을 포기하지 못해 전기충격으로 살려낸 아버지? (따라하지 말 것))
- 한국판 V 슈퍼맨 가족 (아파트에서 발생한 화재, 6층에 고립된 일곱 가족이 모두 살았다!! 그것도 뛰어내려서)
- 또 V 끼었어요 (뚱뚱한 부산의 21살 청년 명돈씨... 지하철 공사장 36미터 구멍으로 추락하다... )[1]
- 크리스마스의 기적 (어떤 임산부의 사망사고, 그런데 태아는 살아남았다. )

### 12월 15일
- 달콤한 과자 (개구쟁이 아이들이 과자인줄 알고 다함께 쥐약을 먹었다. 아이들의 운명은?)
- 필사의 탈출 (화재 씬을 찍다가 진짜 불이 나버렸다! 촬영감독은 건물에 고립되고 마는데)
- 전북 익산의 여친 부모님이 벌써?? 들키지 않기 위해 여친집 12층에 매달린 남친의 운명 (사고당사가 전북 익산 최종민 씨)
- 관 속의 할머니 (장례식장에서 관뚜껑이 꿈틀대기 시작한다. 사망진단을 받은 한 할머니. 도대체 어떻게 된 것일까?)

### 12월 22일
- 투신하겠다며 난동을 부리며 고압선 위에서 올라간 중국 여인... 그녀의 운명은?
- 크리스마스의 악몽 (트럭에 깔린 딸을 구하기 위해 1.5톤 트럭을 들어올린 엄마의 괴력)
- 고양시 사람 사는 민가에 조명탄이 날아들었다? 가족들은 어떻게 되었을까?
- 사람잡는 라이트(조명이 떨어진 사고가 발생한 나이트클럽에서 모두가 생존한 썰)

### 12월 29일
- 길가에 정차해 가속페달 밟고 그대로 자버린 음주운전자의 최후 (사고당사자 최은철(가명) 씨)
- 기적의 투포환(투포환 연습하다 생긴 여고생들의 아찔한 명중... 그리고 생존)